# Субкови
 Тази статия е за селото в Полша.  За общината вижте Субкови (община).  
Субкови (на полски: Subkowy, [supˈkɔvɨ]) е село в северна Полша, административен център на община Субкови в Тчевски окръг на Поморско войводство. Населението му е около 1 940 души (2005).
Разположено е на 36 метра надморска височина в Средноевропейската равнина, на 4 километра от левия бряг на река Висла и на 40 километра южно от Гданския залив. Най-ранното споменаване на селището е от 1282 година, а по-късно е владение на епископите на Влоцлавек.